# Camponotus victoriae
Camponotus victoriae é uma espécie de inseto do gênero Camponotus, pertencente à família Formicidae.